# دقي (البيضاء)

تعديل مصدري - تعديل

دقي هي إحدى قرى عزلة السوداء وال عيسى وحي بمديرية البيضاء التابعة لمحافظة البيضاء، بلغ تعداد سكانها 242 نسمة حسب تعداد اليمن لعام 2004.